# Hans Bilsted
Hans Bilsted (20. november 1774 i København – 19. juni 1830 sammesteds) var en dansk kammeradvokat.
Han var en søn af kancelliråd, grosserer Jacob Bilsted (1744-1811) og Christine f. Schiernbech (1750-1780), blev 1794 privat dimitteret, 1797 juridisk kandidat, 1802 Højesteretsadvokat, 1813 justitsråd, 1824 generalfiskal og etatsråd, 1827 medadministrator for de Iselinske og Rosenfeldske Fideikommisser, og 1828 som en mand, der "ved sine Talenter og Kundskaber havde erhvervet sig en betydelig Praxis", kammeradvokat og døde 19. juni 1830. 1829 var han blevet Ridder af Dannebrog.
Han blev gift 7. juli 1805 i Søllerød Kirke med Anna Dorothea f. Munthe af Morgenstierne (17. februar 1786 i Christiansted, St. Croix – 18. marts 1837 i København), en datter af kommandør Truels Smith Munthe af Morgenstierne (1745-1810) og Caroline Felizia f. Spulziona (1756-1843).
Han er begravet på Assistens Kirkegård.
Der findes et miniaturemaleri af Bilsted udført af Liepmann Fraenckel (ca. 1817).